# Lenakel (ville)
Pour les articles homonymes, voir Lenakel (langue).
Lenakel est la plus grande ville de l'île de Tanna au Vanuatu. Elle est située sur la côte ouest de l'île près de la capitale administrative, Isangel et sert d'important point d'entrée de par son port fréquenté. La ville est le centre de la langue lenakel, l'une des cinq langues indigènes de Tanna, y sont aussi parlés le bislama (la langue officielle de Vanuatu), et l'anglais.